# Alfano
För andra betydelser, se Alfano (olika betydelser).
Alfano är en stad och kommun i provinsen Salerno i regionen Kampanien i södra Italien. Kommunen hade 1 011 invånare (2017) och gränsar till kommunerna Laurito, Roccagloriosa och Rofrano.